# Національний ковзанярський стадіон
Національний ковзанярський овал (кит.: 国家速滑馆;англ. National Speed Skating Oval — критий ковзанярський стадіон в Пекіні, що розташований в Олімпійському парку, на якому під час зимових Олімпійських ігор 2022 пройдуть змагання з ковзанярського спорту.

## Історія
Будівництво ковзанки розпочалося в середині 2017 року. Його завершення планувалося на кінець 2019 року, а проведення перших змагань — на 2020-й. У зв'язку з пандемією коронавірусу ці терміни зазнали коригування. Будівництво стадіону було завершено 25 грудня 2020 року. Чемпіонат світу з ковзанярського спорту на окремих дистанціях 2021, який повинен був пройти на льодовій арені, перенесли в нідерландський Геренвен. З 8 по 10 жовтня 2021 року стадіон приймав відкритий чемпіонат Китаю з ковзанярського спорту за участю спортсменів з Південної Кореї та Нідерландів — перші міжнародні тестові змагання на ковзанці перед Олімпіадою в Пекіні.

## Опис
Стандартний 400-метровий овальний ковзанярський стадіон з двома доріжками. 6800 місць для глядачів, разом із тимчасовими сидіннями 12 000 місць. Ковзанка побудована за проектом фірми Populous на місці об'єкта літніх Олімпійських ігор 2008 року «Olympic Green Hockey Field», на якому проводилися змагання з хокею на траві.